# Ленинский (Новосибирская область)
Ле́нинский — посёлок в Новосибирском районе Новосибирской области России. Входит в состав Станционного сельсовета.

## География
Площадь посёлка — 78 гектаров.

## Население
| 2002 | 2007 | 2010 |
| ---- | ---- | ---- |
| 624  | ↗706 | ↘689 |

## Инфраструктура
В посёлке по данным на 2007 год функционируют 1 учреждение здравоохранения и 1 учреждение образования.